# 中国法庭
中國法庭（英語：China Tribunal）由中國濫用器官移植國際聯盟（ETAC）委託而設立的民間法庭。總部設於倫敦的中國法庭由曾在海牙國際法庭對塞爾維亞前總統斯洛博丹·米洛舍維奇的戰爭罪審判中擔任檢察官的傑弗里·尼斯爵士擔任法庭主席，獨立於ETAC，其它成員包括倫敦大學學院教授馬丁·艾利奧特、宾夕法尼亚大学教授林霨等人。
其最著名事蹟為於2019年6月17日宣佈中國政府在強摘器官案中罪名成立。

## 事件
2018年12月和2019年4月，中国法庭举行了为期五天的公开听证会，超过50名事实证人、专家和调查人员出庭作证。2019年6月17日，该法庭就中国强摘器官问题作出“最终判决”，认定中共无可置疑地对中国维吾尔族穆斯林和法轮功学员犯下了反人类罪，并指出，从活体受害者身上摘取心脏及其他器官，是本世纪最严重的大规模暴行之一。
判决明确指出：“在中华人民共和国长期的强摘器官实践中，法轮功学员确实是器官来源之一，并极有可能是主要来源。” 此外，法庭补充称，没有任何证据表明这种行径已经停止，并确信其仍在持续。
该判决最终于2020年3月1日正式发布。

## 外部連結
- China Tribunal Official Website（页面存档备份，存于）